# Calcutá
Calcutá ou Kolkata (AFI: ['kolkat̪a]; em bengali: কলকাতা; romaniz.: Kólkata; em inglês: Kolkata) é a capital e maior cidade do estado de Bengala Ocidental, na Índia. Situada às margens do rio Hugli, no leste do país, perto da fronteira com o Bangladesh, Calcutá possui cerca de 4 486 679 habitantes (2011) dentro dos seus limites municipais, figurando como a quinta cidade mais populosa da Índia. Sua região metropolitana, por sua vez, que se estende por 1 886 quilômetros quadrados, reúne mais de 14 112 536 habitantes (dados de 2011), fazendo desta a terceira maior aglomeração urbana do país, depois das regiões metropolitanas de Délhi e Mumbai.
Fundada em 1690 pela Companhia Inglesa das Índias Orientais, tendo sido a capital da Índia britânica de 1833 a 1912, a economia de Calcutá entrou em declínio após a independência indiana, em 1947, embora tenha voltado a crescer a partir dos anos 2000. A exemplo de outras grandes cidades de países em desenvolvimento, Calcutá apresenta problemas urbanísticos tais como pobreza, poluição, crime e congestão de tráfego.
Em 2001, o governo local repudiou a versão oficial inglesa do nome da cidade (Calcutta) em favor da forma oficial bengali কলকাতা, transliterada como Kolkata. Apesar dos problemas urbanos ainda persistentes no cotidiano da cidade, Kolkata é hoje, um dos maiores e mais importantes centros urbanos e financeiros da Índia, e, consequentemente, um dos mais desenvolvidos da Ásia.

## História
A zona sobre a qual atualmente se assenta a cidade de Calcutá é objeto de ocupação humana há mais de 2 000 anos, segundo testemunham os sítios arqueológicos encontrados.

### A Companhia Britânica das Índias Orientais

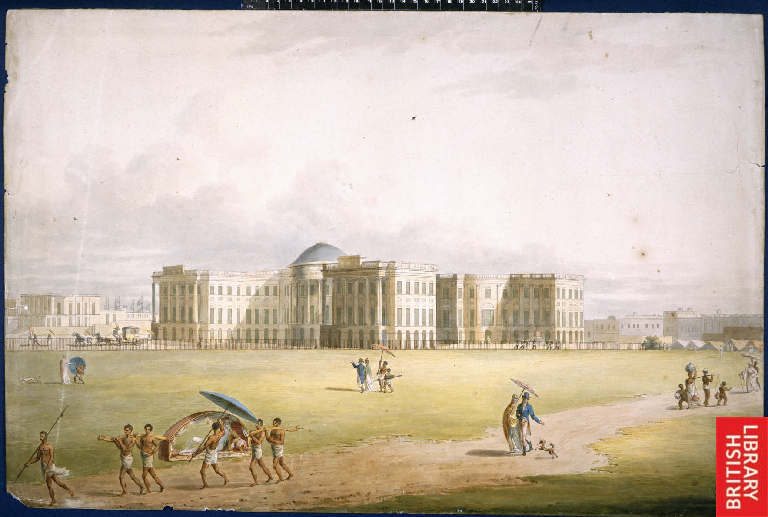
A casa do Governo em Calcutá, quadro de James Moffat (1775–1815).

Em 1690, a Companhia Britânica das Índias Orientais, que estabelecera a primeira sede dos seus negócios no golfo de Bengala e na própria Bengala em 1608 na localidade de Surate, optou por transladar a sede dos seus negócios para Calcutá, dando assim começo à grande expansão da cidade, que administrava, bem como ao restante das suas posses, como se se tratasse de um estado praticamente soberano.
Tradicionalmente, pois, a data de 1690 é considerada como a da fundação da cidade, vista como obra de Job Charnock, um administrador da companhia, sobre a anterior aldeia de Kalikata, embora esta teoria seja contestada pela moderna historiografia.
Em 1699, o Reino Unido completou a construção do Forte William, cuja missão era servir de base militar para o estabelecimento das tropas do Exército britânico destinadas à região. Pouco depois, em 1756, motivados pelos confrontos com França pelo controlo da Índia, os britânicos efetuaram a ampliação e modernização das fortificações da cidade. O nababo de Bengala, Siraj-Ud-Daulah, protestou contra tais obras e, ao não ver atendidas as suas reclamações, atacou o forte, tomando-o. Durante a sua conquista, foram assassinados vários britânicos, o que marcou o imaginário coletivo do Reino Unido, que refere os fatos como A noite do buraco negro.
No ano seguinte, 1757, Fort William e Calcutá foram reconquistados por uma força mista formada por sipais ao serviço da Companhia Britânica das Índias Orientais e por soldados regulares do Exército britânico, posta sob comando do geral Robert Clive, um antigo empregado (como escrevente) da Companhia. A ação decisiva da campanha foi a batalha de Plassey, que teve lugar a 23 de junho na própria Bengala, nas cercanias de Calcutá, e que Robert Clive ganhou mais à base de subornos e de promessas de vantagens comerciais do que de combate militar.

### O Raj Britânico

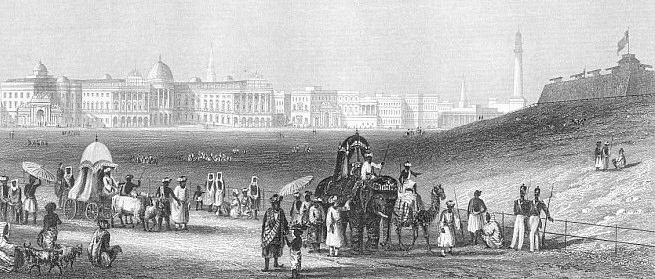
Calcutá em 1850.

Em 1772, a cidade foi designada capital da Índia britânica (o chamado Raj britânico), distinção que conservaria até 1911. Foi a partir deste momento que se empreenderam obras de saneamento para a cidade, consistentes na drenagem das zonas de marisma que rodeavam a cidade, assim como se construiu à beira do rio Hugli uma zona residencial e de oficinas governamentais. Foi Richard Wellesley, governador entre 1797 e 1805, quem deu destacado impulso às obras na cidade.
Em princípios do século XIX, houve a divisão interna da cidade em dois setores diferenciados: um europeu e outro reservado para a população indiana, zona conhecida como "cidade negra".
A partir dos anos 1850, ocorreu um processo de industrialização na cidade, especialmente relativa ao setor têxtil e à indústria da juta. Isso, pela sua vez, fez com que o governo britânico investisse no setor de comunicações, especialmente na ferrovia e no telégrafo. Como resultado da bonança econômica e do contato entre as sociedades britânica e a indiana, surgiu na cidade uma nova classe social, a dos babu, grupo de auxiliares de escritório e burocratas de estirpe frequentemente anglo-indiana e relacionados na maioria dos casos com as castas superiores da Índia.
Desde finais do século XIX, ocorreu na Índia um processo gradual de tomada de consciência nacionalista, que acaba por cristalizar nas ânsias de independência, assumindo Calcutá neste processo um lugar destacado. Assim, já em 1883 foi organizada na cidade uma conferência nacional por parte de Surendranath Banerjea, sendo a primeira com estas características que aconteceu na Índia.
Em 1905, George Curzon, que na ocasião era governador-geral da Índia, decidiu partir a região de Bengala em dois distritos diferentes, o que agiu como estopim para uma série de distúrbios que se sucederam na cidade, que incluiu até mesmo o boicote indiano às mercadorias de origem britânica.
O clima de agitação fez com que os britânicos tomassem em 1911 a decisão de mover a capital do Raj britânico para Nova Deli, já que ademais se considerava que esta cidade ocupava uma melhor situação estratégica na Índia.
Durante a Segunda Guerra Mundial, o porto de Calcutá foi bombardeado em duas ocasiões pelos japoneses. Em 1943 ocorreu na cidade uma grave crise de subsistência, que degenerou numa fome que provocou numerosas vítimas, e que os nacionalistas indianos consideraram que se produziu como consequência do açambarcamento de provisões destinadas aos exércitos dos Aliados.
Em 1946 ocorreram fortes distúrbios na cidade, devido à petição para criação de um estado separado para os indianos de religião muçulmana, o que provocou uma luta aberta com mais de 2 000 vítimas.

### Independência da Índia

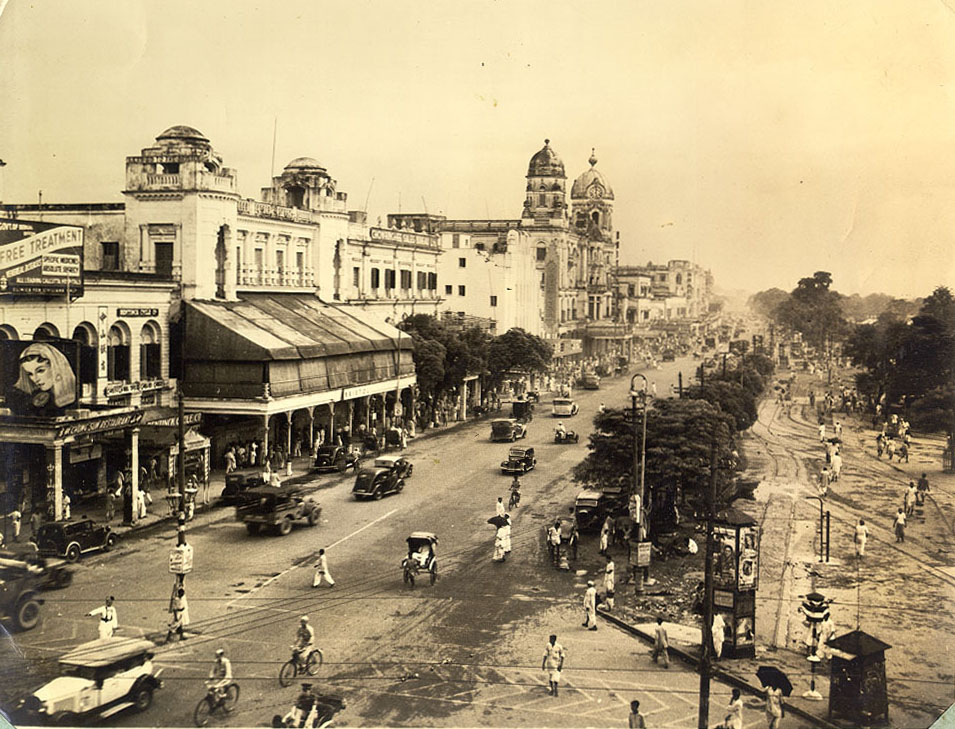
A principal avenida de Calcutá, Chowringhee Avenue, em 1945.

Calcutá foi um centro importante no comércio e exportação da juta, mas em 1947, quando teve lugar a partição da Índia, viu-se invadida por ondas de emigrantes procedentes de áreas onde a luta pela independência ocasionara grande violência, e da própria Calcutá partiam emigrantes de confissão muçulmana para o recém-criado Paquistão Oriental (hoje independente sob o nome de Bangladexe). Ademais, as terras em que se cultivava a juta que abastecia a indústria de Calcutá ficaram do outro lado da nova fronteira. Tudo isso provocou um período de estancamento econômico.
Nos anos 1960 e 1970, uma série de graves avarias no setor elétrico, seguidas por greves e pela atividade de uma guerrilha de ideologia maoísta, os najalitas, continuou gerando instabilidade econômica na cidade.
Em 1971, a guerra indo-paquistanesa de 1971, que provocou a criação do Bangladexe como Estado independente, originou novas ondas de refugiados que, unidos aos que haviam ocasionado três secas sucessivas, obrigaram as pessoas do campo a migrar para a cidade. O acréscimo populacional consequente à explosão demográfica após a guerra converteu Calcutá num fervedouro humano onde as imagens de amontoamento, decrepitude, doença e morte, são habituais. Calcutá é a cidade do mundo com maior número de população de rua e o maior número de leprosos.
A partir de 1977, a cidade é governada pelo Partido Comunista da Índia (Marxista).

## Geografia

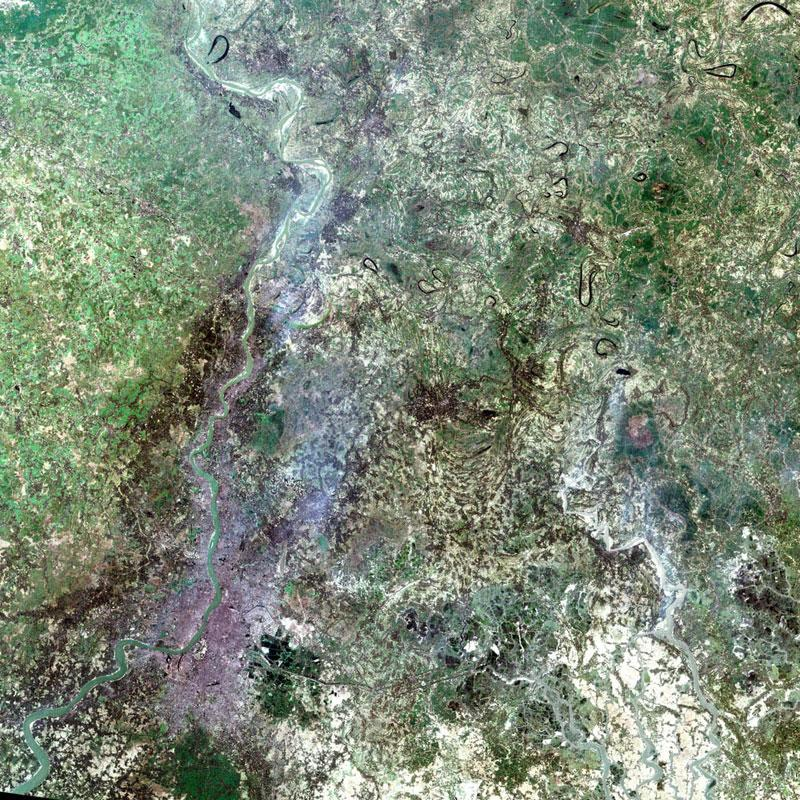
Imagem satélite coloreada de Calcuta, tomada pelo Landsat 7 da NASA

Calcutá encontra-se no delta do rio Ganges, no leste da Índia, ao longo do rio Hugli, a uma altura dentre 1,5 e 9 metros altura acima do nível do mar. Estende-se à beira do rio Hugli em direção norte-sul, a uns 154 km do golfo de Bengala para o interior do continente. A maior parte do terreno sobre o que se assenta a cidade compunha-se de pântanos, gradualmente aterrados para acomodar a crescente população. . A zona úmida remanescente, conhecida como Umedais ocidentais de Calcuta ou East Calcutta Wetlands foram designados como "zona úmida de importância internacional" pelo Convênio de Ramsar a 19 de agosto de 2002.
Como na maioria das planícies do Indo-Ganges, o tipo de solo predominante é o de aluviões. A cidade assenta-se sobre solos quaternários consistentes em várias camadas de sedimentos de argila, lama e grava. Estes sedimentos encontram-se compreendidos entre dois leitos de argila, a inferior com uma profundeza entre os 250 e 650 metros, e a superior com uma grossura entre 10 e 40 metros. Segundo o Bureau of Indian Standards, a população assenta-se sobre uma zona sísmica de grau III numa escala de I a V (segundo a propensão da zona a sofrer um terramoto), enquanto a zona é considerada de um "muito alto risco de danos" por vento e ciclones segundo o Programa das Nações Unidas para o Desenvolvimento.

### Clima
De clima tropical, a cidade apresenta temperatura média anual de 26,9 °C, podendo chegar próximo ou até ultrapassar 40 °C no verão, que é quente e úmido. O inverno costuma ser curto, com temperaturas mínimas entre 13 e 15 °C. As monções de sudeste ocorrem entre junho e setembro e representam a maior parte da precipitação anual (total de 1 800 mm) de Calcutá. Devido à poluição, o nível de aerossol local é alto, quando comparado com outras cidades indianas, o que causa névoa seca frequente.
| Dados climatológicos para Calcutá (Alipore, 1971–1990)        | Dados climatológicos para Calcutá (Alipore, 1971–1990) | Dados climatológicos para Calcutá (Alipore, 1971–1990) | Dados climatológicos para Calcutá (Alipore, 1971–1990) | Dados climatológicos para Calcutá (Alipore, 1971–1990) | Dados climatológicos para Calcutá (Alipore, 1971–1990) | Dados climatológicos para Calcutá (Alipore, 1971–1990) | Dados climatológicos para Calcutá (Alipore, 1971–1990) | Dados climatológicos para Calcutá (Alipore, 1971–1990) | Dados climatológicos para Calcutá (Alipore, 1971–1990) | Dados climatológicos para Calcutá (Alipore, 1971–1990) | Dados climatológicos para Calcutá (Alipore, 1971–1990) | Dados climatológicos para Calcutá (Alipore, 1971–1990) | Dados climatológicos para Calcutá (Alipore, 1971–1990) |
| Mês                                                           | Jan                                                    | Fev                                                    | Mar                                                    | Abr                                                    | Mai                                                    | Jun                                                    | Jul                                                    | Ago                                                    | Set                                                    | Out                                                    | Nov                                                    | Dez                                                    | Ano                                                    |
| ------------------------------------------------------------- | ------------------------------------------------------ | ------------------------------------------------------ | ------------------------------------------------------ | ------------------------------------------------------ | ------------------------------------------------------ | ------------------------------------------------------ | ------------------------------------------------------ | ------------------------------------------------------ | ------------------------------------------------------ | ------------------------------------------------------ | ------------------------------------------------------ | ------------------------------------------------------ | ------------------------------------------------------ |
| Temperatura máxima recorde (°C)                               | 32,8                                                   | 38,4                                                   | 41,1                                                   | 43,3                                                   | 43,7                                                   | 43,9                                                   | 39,9                                                   | 38,4                                                   | 38,9                                                   | 39,0                                                   | 34,9                                                   | 32,5                                                   | 43,9                                                   |
| Temperatura máxima média (°C)                                 | 26,4                                                   | 29,1                                                   | 33,5                                                   | 35,3                                                   | 35,4                                                   | 34,0                                                   | 32,3                                                   | 32,1                                                   | 32,4                                                   | 32,3                                                   | 30,3                                                   | 27,0                                                   | 31,7                                                   |
| Temperatura média (°C)                                        | 20,1                                                   | 23,0                                                   | 27,6                                                   | 30,2                                                   | 30,7                                                   | 30,3                                                   | 29,2                                                   | 29,1                                                   | 29,1                                                   | 28,2                                                   | 24,9                                                   | 20,8                                                   | 26,9                                                   |
| Temperatura mínima média (°C)                                 | 13,8                                                   | 16,9                                                   | 21,7                                                   | 25,1                                                   | 26,0                                                   | 26,5                                                   | 26,1                                                   | 26,1                                                   | 25,8                                                   | 23,9                                                   | 19,6                                                   | 14,5                                                   | 22,2                                                   |
| Temperatura mínima recorde (°C)                               | 6,7                                                    | 7,2                                                    | 10,0                                                   | 16,1                                                   | 17,9                                                   | 20,4                                                   | 20,6                                                   | 22,6                                                   | 20,6                                                   | 17,2                                                   | 10,6                                                   | 7,2                                                    | 6,7                                                    |
| Chuva (mm)                                                    | 11                                                     | 30                                                     | 35                                                     | 60                                                     | 142                                                    | 288                                                    | 411                                                    | 349                                                    | 288                                                    | 143                                                    | 26                                                     | 17                                                     | 1 800                                                  |
| Dias com chuva (1.0 mm)                                       | 1,2                                                    | 2,2                                                    | 3,0                                                    | 4,8                                                    | 8,7                                                    | 14,7                                                   | 20,5                                                   | 20,2                                                   | 15,7                                                   | 8,1                                                    | 1,5                                                    | 0,9                                                    | 101,5                                                  |
| Umidade relativa (%)                                          | 66                                                     | 58                                                     | 58                                                     | 66                                                     | 70                                                     | 77                                                     | 83                                                     | 83                                                     | 81                                                     | 73                                                     | 67                                                     | 68                                                     | 71                                                     |
| Insolação (h)                                                 | 203,9                                                  | 201,2                                                  | 225,8                                                  | 235,4                                                  | 227,1                                                  | 123,1                                                  | 93,1                                                   | 104,9                                                  | 116,2                                                  | 182,6                                                  | 190,8                                                  | 203,4                                                  | 2 107,5                                                |
| Fonte: National Oceanic and Atmospheric Administration (NOAA) |                                                        |                                                        |                                                        |                                                        |                                                        |                                                        |                                                        |                                                        |                                                        |                                                        |                                                        |                                                        |                                                        |

## Demografia
O gentílico de Calcutá é calcutaense.
Em 2001, a população da cidade totalizava 4 580 544 habitantes, com uma região metropolitana de 13 216 546 pessoas (14 681 589 em 2006). Há 828 mulheres para cada mil homens, devido ao êxodo rural (os homens migram para as cidades, deixando suas famílias no campo). A taxa de alfabetização de Calcutá (80,86%) excede a média nacional (59,8%).
O grupo étnico dos bengalis forma a maior parte da população local, que inclui ainda maiorias importantes como os marwaris e os biaris. Há também outros grupos étnicos como os chineses, tâmeis, armênios, tibetanos e parses. As principais línguas faladas na cidade são o bengali, o híndi, o inglês e o boiapuri. Segundo o censo de 2001, 77,68% da população da cidade são hindus, 20,27% são muçulmanos, e 0,88%, cristãos. Há também siques, budistas, judeus e zoroastrianos.
Cerca de um terço da população (1,5 milhão de pessoas) vive em favelas.

## Esportes

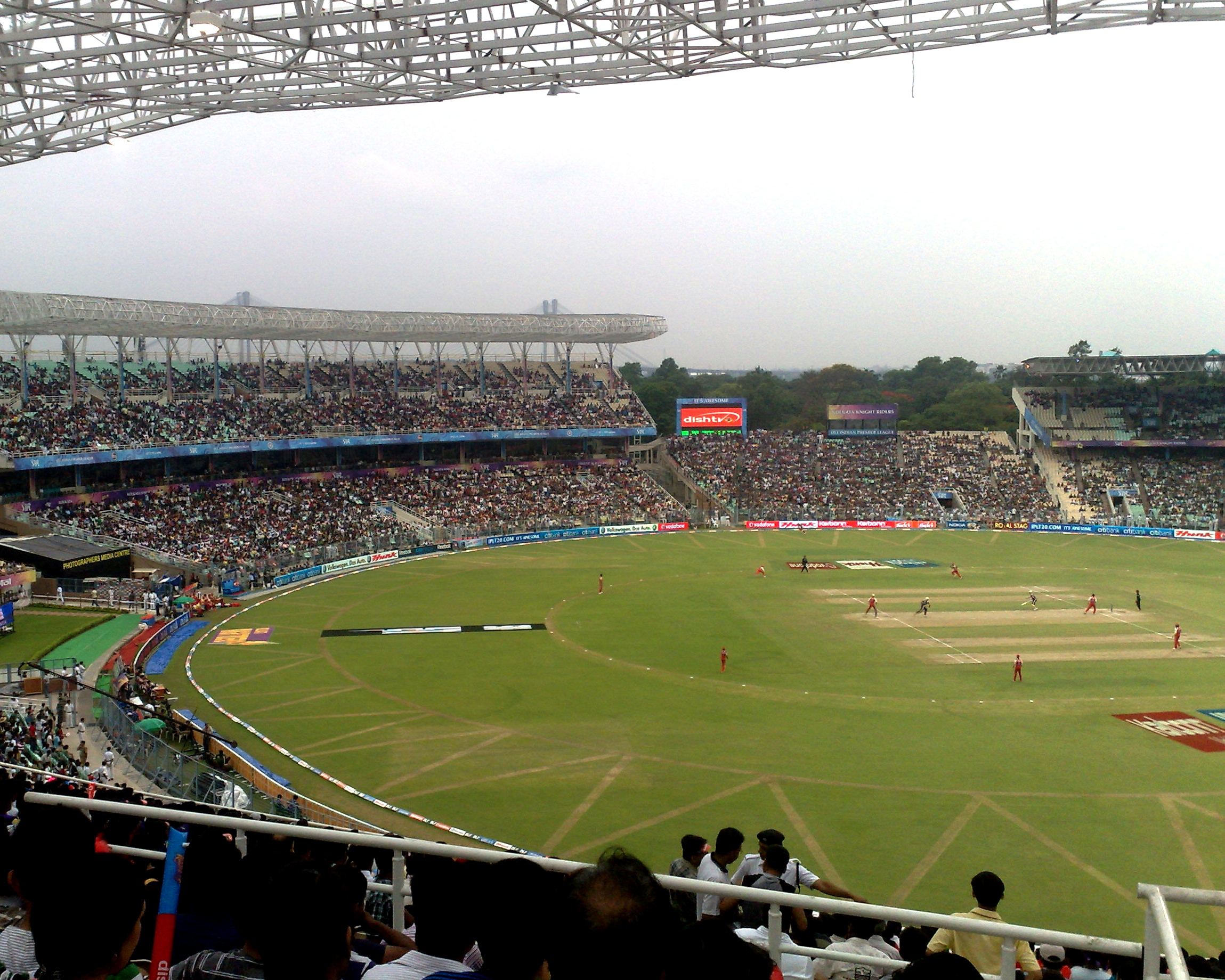
O Eden Gardens é o maior estádio de críquete da Índia e um dos mais antigos do mundo, inaugurado em 1864. É a casa do Kolkata Knight Riders da Indian Premier League.

O esporte mais popular de Calcutá é o críquete, a cidade é a casa do Kolkata Knight Riders da Indian Premier League. A cidade também é um dos principais polos de futebol do país, a Calcutta Football League é uma das ligas mais antigas da Ásia

## Cidades-irmãs
Calcutá é geminada com as seguintes cidades:
| Cidade-irmã    | País           |
| -------------- | -------------- |
| Long Beach     | Estados Unidos |
| Dallas         | Estados Unidos |
| Odessa         | Ucrânia        |
| Salónica       | Grécia         |
| Belo Horizonte | Brasil         |
| Nápoles        | Itália         |
| Daca           | Bangladexe     |

## Personalidades
- Rabindranath Tagore (1861–1941), prémio Nobel da Literatura de 1913.
- Madre Teresa de Calcutá (1910–1997), canonizada em 2016, Prêmio Nobel da Paz de 1979.